# Perpetua y Felicidad
Las santas de Perpetua y Felicidad son dos mártires cartaginesas, cuyo martirio se relata en la Passio Perpetuae et Felicitatis. En el año 203, durante la persecución del emperador Septimio Severo, una joven mujer rica de 22 años, llamada Perpetua, fue arrestada y acusada por cristianismo junto con su sirvienta Felicidad (también conocida como Felícitas), y otras tres personas más que eran sus esclavos. Ante su negativa a adorar a los dioses paganos, fueron condenadas a muerte en el anfiteatro.
Perpetua pertenecía a una rica e influyente familia cartaginesa que se había iniciado en la religión cristiana por medio de un diácono llamado Sáturo. Con ella se convirtieron también sus esclavos.
En el año 203 el emperador Severo ordenó una dura persecución contra los cristianos, y la policía imperial arrestó a todos los creyentes de la familia de Perpetua, incluyéndola a ella. Los jueces intentaron convencer a la familia para que volviesen al paganismo, pero ante su negativa decidieron dejarlos en prisión hasta que se organizasen los Juegos. Usaron el derecho de los condenados a una cena de despedida (la llamada cena libre) a la que dieron un cariz de ágape cristiano. Los tres esclavos fueron arrojados a los leones junto con el diácono, que había logrado convertir al cristianismo a uno de los carceleros; mientras que las mujeres fueron decapitadas.
La historia de su martirio fue inmensamente popular en los siglos IV y V: San Agustín dice que la Passio se leía frecuentemente en las iglesias y reuniones, para gran provecho de los creyentes.
Sus vidas fueron objeto de dos novelas históricas: Perpetua: Una novia, una mártir, una pasión escrita por Amy Peterson y La escalera de bronce de Malcolm Lyon.